# 올라뷔르 라그나르 그림손
올라뷔르 라그나르 그림손(아이슬란드어: Ólafur Ragnar Grímsson [ˈouːlavʏr ˈraknar ˈkrimsɔn], 1943년 5월 14일~)은 아이슬란드의 정치인이다. 1996년 8월부터 2016년 8월까지 제5대 대통령을 역임하였다.

## 생애
이사피외르뒤르에서 태어났으며, 1962년부터 1970년까지 영국의 맨체스터 대학교에서 경제학과 정치학을 공부했고, 그 후 아이슬란드 대학교에서 정치학 교수를 지냈다.
1966년에 청년진보당연맹에 입당했었으나, 1974년에는 좌파정당인 국민연합으로 당적을 옮겼다. 의회의원과 장관, 국민연합의 당대표를 지냈다. 좌파정당 소속이지만, 아이슬란드에서 가장 우파의 입장에 가까운 정치인 중 하나였다. 1996년 6월의 대통령 선거에서 보수층의 지지를 받아 41.4%의 득표율로 당선되었고, 그해 8월 취임하였다. 2000년에는 헌법에 의해 선거를 치르지 않고 두 번째 임기가 시작되었고, 2004년 6월 26일 대통령 선거에서는 80% 이상의 높은 득표율로 당선되었다. 2008년 6월 28일 대통령 선거가 예정되어 있었으나 그에 대한 높은 지지율로 다른 입후보자가 나오지 않아 그는 자동으로 당선되었고, 8월 3일 네 번째 임기가 시작되었다. 그러나 곧이어 세계 금융위기 여파로 아이슬란드 경제가 큰 타격을 입게 되면서 그에 대한 인기도 다소 떨어졌다. 아이슬란드는 의원내각제 국가이므로 대통령은 명목상의 권한만 가지지만 그에 대해서도 책임을 묻는 목소리가 있다.

## 개인사
그는 대통령이 된 후 1998년 첫 번째 부인과 사별했으며, 2003년 이스라엘 출신의 여성과 재혼하였다.
| 전임 비그디스 핀보가도티르 | 아이슬란드의 대통령 1996년 8월 1일 ~ 2016년 8월 1일 | 후임 그뷔드니 소를라시위스 요한네손 |